# Cantharellus appalachiensis
Cantharéllus appalachiénsis (лат.) — гриб из рода лисичка (Cantharellus) семейства лисичковые (Cantharellaceae).

## Биологическое описание
- Шляпка 1—5 см в диаметре, в молодом возрасте выпуклой формы, затем становится плоской и вдавленной, со сначала шелковистой, затем гладкой поверхностью, окрашенной в жёлто-коричневые тона, затем становится желтовато-оранжевой, с у молодых грибов подвёрнутым, у более старых — приподнятым, волнистым краем.
- Мякоть у молодых грибов крепкая, затем мягкая, окрашена в желтовато-коричневые тона, без особого вкуса и запаха.
- Гименофор складчатый, складки частые, разветвлённые, светло-жёлтого цвета, иногда с оранжевым оттенком.
- Ножка 1,6—7,5 см длиной и до 1,3 см толщиной, ровная или сужающаяся книзу, у старых грибов полая, гладкая, окрашена в желто-коричневые тона, с возрастом оранжевеет.
- Споровый порошок светло-кремового цвета. Споры 6—10×4—6 мкм, бесцветные, неамилоидные (не меняющие цвет при контакте с йодом), эллипсоидальной или удлинённой формы, с гладкой поверхностью.
- Съедобен, высоко ценится в США.

## Экология и распространение
Произрастает одиночно или небольшими группами, на земле в широколиственных и смешанных лесах, с июля по сентябрь. Известен из восточной части Северной Америки.

## Сходные виды
- Cantharellus minor Peck, 1873 отличается меньшими размерами и более яркой окраской.
- Cantharellus queletii (Ferry) Corner, 1966 отличается более яркой окраской и почти не разветвлёнными складками гименофора.